# Juan Rodríguez Correa
Juan Rodríguez Correa (* 1901; † 30. Januar 1966) war ein uruguayischer Politiker.
Rodríguez Correa, der der Partido Colorado angehörte, saß in der 36. Legislaturperiode als Repräsentant des Departamentos Rocha vom 3. April 1951 bis zum 14. Februar 1955 zunächst als stellvertretender Abgeordneter für Agustín Minelli in der Cámara de Representantes. In den beiden folgenden Legislaturperioden hatte er dann vom 15. Februar 1955 ununterbrochen bis zum 14. Februar 1963 ein Titularmandat für Rocha in der Abgeordnetenkammer inne und war dabei zunächst dem Sublema Batllismo-15 und sodann Por la Unión-15 zuzuordnen. In diesem Zeitraum der Parlamentszugehörigkeit war Rodríguez Correa in den Jahren 1955 und 1956 Erster Kammervizepräsident und übernahm vom 6. Juni 1957 bis zum 22. August 1957 die Leitung des Verteidigungsministeriums Uruguays. Vom 1. März 1958 bis zum 15. Februar 1959 übte er sodann das Amt des Präsidenten der Abgeordnetenkammer aus.

## Zeitraum seiner Parlamentszugehörigkeit
- 3. April 1951 bis 14. Februar 1955 (Cámara de Representantes, 36. LP)
- 15. Februar 1955 bis 14. Februar 1959 (Cámara de Representantes, 37. LP)
- 15. Februar 1959 bis 14. Februar 1963 (Cámara de Representantes, 38. LP)